# Elezioni generali in Lesotho del 2012
Le elezioni generali in Lesotho del 2012 si tennero il 26 maggio per il rinnovo dell'Assemblea nazionale.

## Risultati
| Liste                                     | Voti    | %     | Seggi |
| ----------------------------------------- | ------- | ----- | ----- |
| Congresso Democratico                     | 218 366 | 39,58 | 48    |
| Convenzione di Tutti i Basotho            | 138 917 | 25,18 | 30    |
| Congresso del Lesotho per la Democrazia   | 121 076 | 21,94 | 26    |
| Partito Nazionale dei Basotho             | 23 788  | 4,31  | 5     |
| Fronte Popolare per la Democrazia         | 11 166  | 2,02  | 3     |
| Partito Indipendente Nazionale            | 6 880   | 1,25  | 2     |
| Congresso del Popolo del Lesotho          | 5 021   | 0,91  | 1     |
| Partito Nazionale Democratico dei Basotho | 3 433   | 0,62  | 1     |
| Partito della Libertà dei Marematlou      | 3 300   | 0,60  | 1     |
| Partito del Congresso dei Basotho         | 2 531   | 0,46  | 1     |
| Partito Democratico dei Basotho           | 2 440   | 0,44  | 1     |
| Partito dei Lavoratori del Lesotho        | 2 408   | 0,44  | 1     |
| Altri                                     | 12 400  | 2,25  | –     |
| Totale                                    | 551 726 | 100   | 120   |